# Саградо
Саградо (итал. Sagrado) је насеље у Италији у округу Горица, региону Фурланија-Јулијска крајина.
Према процени из 2011. у насељу је живело 1300 становника. Насеље се налази на надморској висини од 22 м.

## Становништво
Према резултатима пописа становништва 2011. у општини је живело 2.236 становника.
| 1936. | 1951. | 1961. | 1971. | 1981. | 1991. | 2001. | 2011. |
| ----- | ----- | ----- | ----- | ----- | ----- | ----- | ----- |
| 2.075 | 2.411 | 2.512 | 2.470 | 2.132 | 1.961 | 2.087 | 2.236 |

## Партнерски градови
- Győrság